# جنکی سودو
جنکی سودو (انگلیسی: Genki Sudo؛ زادهٔ ۸ مارس ۱۹۷۸) سیاست‌مدار، بازیگر و ورزشکار هنرهای رزمی ترکیبی اهل ژاپن است.